# Comté de Breathitt
Le comté de Breathitt est un comté de l'État du Kentucky, aux États-Unis. Son siège est basé à Jackson.
Le comté a été fondé en 1839 et a été nommé d'après John Breathitt qui fut gouverneur du Kentucky de 1932 à 1834.
Beathitt était un dry county, jusqu'au 12 juillet 2016, quand un vote public a autorisé la vente d’alcool.